# Ligister
Ligister är en roman skriven av Per Anders Fogelström och utkom 1949. Den utspelar sig i Stockholm i slutet av 1940-talet. Ligister filmades i regi av Lars-Eric Kjellgren under namnet Medan staden sover. Många efterfrågade en fortsättning på ungdomarnas öden, och utifrån manuskriptet till filmen skapade Fogelström två romaner, Medan staden sover (1953) och Tack vare Iris (1959).

## Romanfigurerna
- Pojken som muckat nämns inte vid namn
- Iris – pojkens syster
- Ulla – pojkens syster, vän med Gun
- Henry ”Hempa” – medlem i grabbgänget
- Prällen – bror till Henry ”Hempa”
- Pumpen - medlem i grabbgänget
- Sune - medlem i grabbgänget
- Tosse – medlem i grabbgänget
- Tjocke Olle – medlem i grabbgänget
- Henrik Nygren ”Skomis” – skomakare i kvarteret när pojkarna var yngre
- Benke – medlem i grabbgänget
- Rulle – medlem i grabbgänget
- Allan - medlem i grabbgänget
- Turken – gammal lärare till några av pojkarna
- Cissi - jobbar på fiket där grabbarna brukar hänga
- Rutan - flicka som också är uppväxt i kvarteret
- Gun – kär i Hempa